# Ivar Lindberg

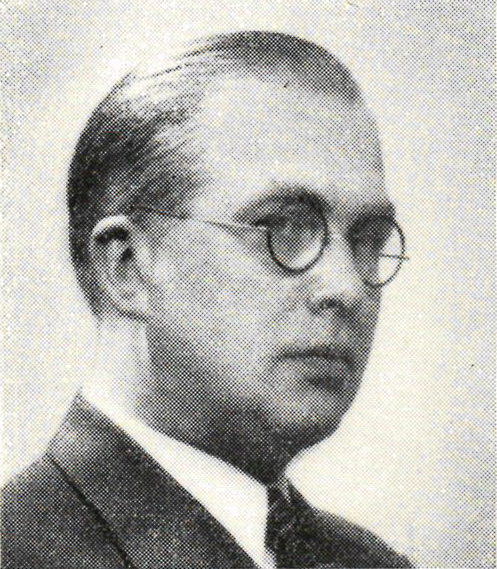
Ivar Lindberg, cirka 1935.

Ivar Rudolf Lindberg, född 7 december 1892 i Stockholm, död där 11 september 1977, var en svensk tecknare, illustratör och affischkonstnär.
Han var son till kontorschefen Ivar Lindberg, och Emma Hammarin och från 1926 gift med Astrid Rangström. Efter avslutad skolgång vid Norra realläroverket i Stockholm studerade han vid Tekniska skolan och vid Althins målarskola i Stockholm. Efter studierna var han anställd som tecknare och illustratör vid Åhlén & Holm 1917—1921, Aftonbladet 1921—1925 och från 1925 vid Dagens Nyheter. Hans konst består av affischer, notomslag, bokband och böcker samt teckningar i dagspressen.